# آنتونوف ای‌ان-۷۰
آنتونوف ای‌ان-۷۰ (به انگلیسی: Antonov An-70) یک هواپیمای ترابری میان برد چهار موتوره است و اولین هواپیمایی است که فقط با موتورهای پروپ‌فن پرواز می‌کند. این هواپیما در اواخر دهه ۱۹۸۰ بوسیله دفتر طراحی آنتونوف برای جایگزینی هواپیمای ترابری نظامی منسوخ An-12 توسعه یافت. اولین پرواز نمونه اولیه در ماه دسامبر سال ۱۹۹۴ در کی یف صورت گرفت. در عرض چند ماه نمونه اولیه در معرض یک تصادف هوایی قرار گرفت. هواپیمای دوم تولید شد تا برنامه پرواز آزمایشی ادامه یابد. هر دو نمونه از کارخانه تولید هواپیما مستقر در کی یف ساخته شده‌است.